# Funagata (Yamagata)
Funagata (舟形町 Funagata-machi?) es un pueblo localizado en la prefectura de Yamagata, Japón. En junio de 2019 tenía una población de 5.180 habitantes y una densidad de población de 43,5 personas por km². Su área total es de 119,04 km².

## Geografía

### Municipios circundantes
- Prefectura de Yamagata
  - Shinjō
  - Obanazawa
  - Murayama
  - Mogami
  - Ōkura
  - Ōishida

## Demografía
Según datos del censo japonés, la población de Funagata ha disminuido en los últimos años.
| Año del censo | Población |
| ------------- | --------- |
| 1995          | 7.546     |
| 2000          | 6.996     |
| 2005          | 6.671     |
| 2010          | 6.164     |
| 2015          | 5.631     |